# Підгайчиківська сільська територіальна громада
Підгайчиківська сільська громада — територіальна громада в Україні, в Коломийському районі Івано-Франківської області. Адміністративний центр — село Підгайчики.
Площа громади — 58,1 км², населення — 4977 мешканців (2020).
Утворена 13 червня 2019 року шляхом об'єднання Джурківської, Загайпільської та Підгайчиківської сільських рад Коломийського району.

## Населені пункти
До складу громади входять 6 сіл:
- Джурків
- Загайпіль
- Кобилець
- Назірна
- Пищаче
- Підгайчики